# Giuseppe Lamberti
Giuseppe Lamberti (Reggio nell'Emilia, 23 aprile 1801 – Reggio nell'Emilia, 24 gennaio 1851) è stato un patriota italiano.

## Biografia

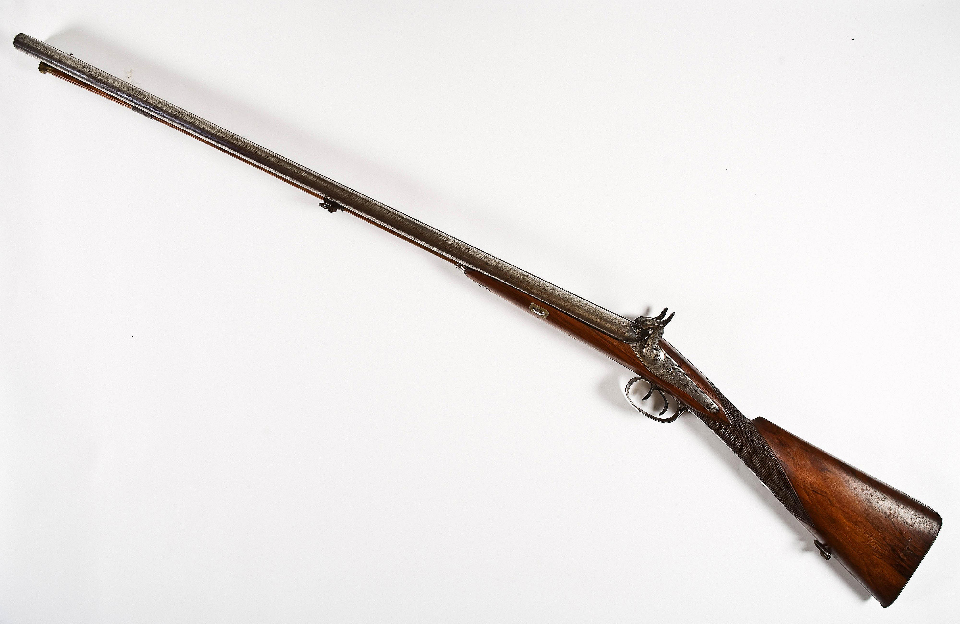
Fucile appartenuto a Giuseppe Lamberti (Museo del Tricolore, Reggio Emilia)

Figlio di Jacopo, prefetto e senatore del Regno d'Italia, trascorse parte della sua infanzia a Milano. Ritornato a nella natia Reggio con la famiglia, iniziò gli studi universitari a Modena. Con lo scoppio dei moti del 1820-1821 entrò nel mondo della Carboneria, attirando però su di sé le attenzioni della polizia austriaca. Costretto a fuggire col fratello Paolo, riparò in Toscana. Durante i moti del 1830-1831 si arruolò nelle milizie guidate dal suo concittadino Carlo Zucchi e combatté nello battaglia di Rimini. Per sfuggire alla cattura, raggiunse pochi giorni dopo Ancona da dove poi si imbarcò per Corfù. Da qui poi raggiungerà il 31 maggio dello stesso anno il porto di Marsiglia. Nella città francese si affiliò alla Giovane Italia di Giuseppe Mazzini prendendo attivamente parte all'organizzazione e al finanziamento della stessa. Espulso dalla Francia, Lamberti riparò a Ginevra da dove contribuì ad organizzare la fallimentare invasione della Savoia del 3 febbraio 1834. Allontanato anche da Ginevra si trasferì a Berna. Rimasto sempre al fianco Mazzini negli anni dell'ascesa all'interno della Giovane Italia dell'ala militarista guidata da Nicola Fabrizi, fu incaricato di guidare la segreteria della Congrega centrale di Francia. Accanto alla mera attività burocratica e di reperimento fondi, Lamberti partecipò attivamente nel reperimento di armi e nel sostegno economico dei fuoriusciti e degli esuli che giungevano a Parigi dall'Italia.
Con lo scoppio dei moti del 1848 tornò, ma solo in un secondo momento nella sua Reggio, dove nel frattempo si era instaurato un governo provvisorio di cui fu chiamato a farne parte. Con la sconfitta dei Piemontesi ed il ritorno del duca Francesco V a Modena, Lamberti fu costretto nuovamente a prendere la via dell'esilio. Arrestato in Toscana, fu rilasciato dopo alcune settimane di carcere. Indebolito da una salute cagionevole rifiutò alcuni incarichi governativi che Mazzini, che nel 1849 aveva instaurato la Repubblica Romana, gli aveva offerto. Sfruttando un'amnistia ducale Lamberti ritornò a Reggio dove visse, sempre sotto stretta sorveglianza poliziesca, gli ultimi due anni della sua vita.

## Riconoscimenti
A Reggio Emilia è stata dedicata una via a Giuseppe Lamberti.